# Diego González Alonso
Diego González Alonso (Serradilla, Cáceres, 23 de septiembre de 1779 - Madrid, 11 de mayo de 1841) fue un político, pedagogo y agrónomo español.

## Biografía
Hizo sus primeros estudios en Plasencia y después pasó a Salamanca, en cuya Universidad se doctoró en Derecho. Accedió tempranamente a la docencia en puestos en los que demostró una enorme capacidad de trabajo y grandes dotes pedagógicas e intelectuales. Conocedor de varios idiomas, manejó con familiaridad y asiduidad poco frecuentes por entonces la literatura política y jurídica francesa y a los economistas ingleses. El contacto con la Ilustración le hizo abrazar pronto la causa liberal y a los veinte años tuvo ya algunos problemas con la Inquisición por su conocimiento de las ideas de la Revolución francesa. Se opuso sin embargo a la invasión napoleónica y se refugió en Portugal.
De vuelta a España abandonó la docencia y ocupó el cargo de alcalde de la ciudad de Toro y, más tarde, de juez de primera instancia de la misma ciudad. Fue luego fiscal y magistrado de la Chancillería de Valladolid y posteriormente magistrado de la Audiencia Territorial de Madrid. Durante el Trienio Liberal fue diputado por la provincia de Extremadura. Se fue inclinando por un liberalismo extremo o radical, pero en la crisis comunera firmó el manifiesto contrarrevolucionario. En 1823 marchó al exilio con los otros liberales y se le despojó de su cátedra en Salamanca. Estuvo en Jersey, donde se interesó por los progresos de la agricultura británica. Regresó en 1834 y ocupó el escaño por Cáceres, pero lo abandonó por problemas burocráticos e insuficiencia de ingresos. Fue elegido para la legislatura 1836-1837 y fue nombrado ministro de Gobernación durante dos meses; ejerció una intensa labor parlamentaria en comisiones, mostrando una clara orientación procampesina e intentanto abolir los señoríos. Defendió apasionadamente todas las libertades individuales, especialmente la religiosa y la de prensa.
Su quebradiza salud le dio por entonces varios problemas, pero se recuperó y fue senador por la provincia de Cáceres en 1841, el mismo año en que falleció.

## Obras
Escribió Elementos de jurisprudencia criminal, La nueva ley agraria, La educación práctica de todas las clases y de ambos sexos, A la juventud española. Explicación detallada del sistema de los conocimientos humanos, conforme al discurso preliminar de la enciclopedia por D'Alembert, Madrid, 1839, que es una exposición del método pedagógico de la Ilustración, y una especie de novela autobiográfica, El templo de Amnón y los pitagóricos, Madrid, 1839, con una segunda edición en 1841 con el título de El templo de Amnón o Los emigrados.